# Hans Grashoff
Hans Hinrich Hermann Carl Grashoff (* 30. August 1862 in Meppen; † 10. Februar 1938 in Hannover) war ein deutscher Verwaltungsjurist.

## Leben
Grashoff war Sohn des Pastors Wilhelm Grashoff in Meppen. Er studierte an der Georg-August-Universität Göttingen Rechtswissenschaft. Seit dem Wintersemester 1880/81 war er Mitglied der Burschenschaft Alemannia Göttingen. Nach bestandenen Examen trat er 1890 als Regierungsassessor in den preußischen Verwaltungsdienst. Im Jahr 1898 wurde er Landrat im Kreis Schwetz. Ab 1904 war er Oberregierungsrat bei der Preußischen Ansiedlungskommission. 1908 kam er als Regierungsvizepräsident in Hannover. Danach war er von Juni 1911 bis April 1922 Regierungspräsident im Regierungsbezirk Stade. 
Grashoffs Frau Anna war Tochter des Bankiers und Industriellen Konrad Gaedeke und dessen Frau Molly Ludowica geb. Braunschweig (1850–1918). Nach Grashoff benannt ist die Grashoffstraße in Geestemünde.

## Werke
- Ehre, Freiheit, Vaterland, Vortrag, (1884)
- Ansprache an die Gemeindevorsteher-Mitglieder der Kreiskommissionen (1918)
- Die Jugendpflege im Regierungsbezirk Stade (1919)
- Denkschrift über die Volkshochschule im Regierungs-Bezirk Stade, Verlag A. Pockwitz Nachf. Karl Krause, 1919. DNB 573536341